# ヘブライズム
ヘブライズム（Hebraism）とは、「ユダヤ人（ヘブライ人・ユダヤ教）風の文化性」のこと。一般的には、ヨーロッパにおけるキリスト教の文化性を指し、「ヘレニズム」（ギリシャ風の文化性）と共に、欧州文化の二大源流の１つとして言及する文脈で持ち出される。

## 特徴
「ヘブライズム」の特色は、すなわち「ユダヤ教・キリスト教」の特色であり、「ヘレニズム」との対比においては、「人間性」「理性」「論理性」が際立つ「ヘレニズム」に対し、
- 一神教
- 啓示・啓典・預言
- 戒律
- 終末思想

といった性格が際立っている。

## 歴史

### 古代
アレクサンドロス大王の東方大遠征に伴い、ギリシャ文化が地中海から（インド以西の）アジアにかけての地域に、広く普及・浸透・流通することになり、アジア文化と融合しながら、「ヘレニズム文化」を生み出すことになった。それは、ギリシャ（マケドニア王国）から覇権を奪取した古代ローマの時代にも継承されていくが、そうした歴史的な流れの中で、アレクサンドリアのフィロン等のユダヤ教徒や、キリスト教の使徒・ギリシャ教父・ラテン教父等によって、「ユダヤ教・キリスト教」の文化性は、「ヘレニズム文化」の一部として、徐々にヨーロッパへと浸透していった。
特に、ユダヤ民族であることや、戒律厳守を要件とせず、異邦人へと積極的に布教・伝道を行なっていたキリスト教の普及は（様々な迫害にもかかわらず）目覚しいものがあり、313年にはミラノ勅令によってローマ帝国に公認され、392年にローマ帝国の唯一の国教としての地位が確立するに至った。
こうしてヨーロッパにおいて、「ヘブライズム」は「ヘレニズム」と並ぶ文化的影響力を、後世へと残していくことになった。
キリスト教は、アジア（中東）にも一定の普及はなされていたが、610年に成立したイスラム教の普及に伴い、中東はヨーロッパのキリスト教とはまた別の「ヘブライズム」に、覆われていくことになった。